# 文茨皮尔斯II站
文茨皮尔斯II站是文茨皮尔斯-图库姆斯铁路线上的一个火车站，车站于1967年投入使用。